# Plotosus nhatrangensis
Plotosus nhatrangensis är en fiskart som beskrevs av Prokofiev 2008. Plotosus nhatrangensis ingår i släktet Plotosus och familjen Plotosidae. Inga underarter finns listade i Catalogue of Life.